# ۱۱۰۵ (خورشیدی)
۱۱۰۵ هزار و صد وپنجمین سال هجری خورشیدی است.

## رویدادها
- درگیری محمود افغان با سپاه عثمانی به فرماندهی احمد پاشا (حاکم بغداد).
- تجزیه و انحطاط ایران و کشتار مردم ایران توسط افغانها و حکومت‌های عثمانی و روسیه تزاری.
- پیوستن نادر به سپاه تهماسب دوم پادشاه آوارهٔ صفوی و شکست دادن ملک محمود سیستانی و تسخیر خراسان به دست او.

## درگذشت‌ها
- قتل شاه سلطان حسین صفوی به‌دست محمود افغان در اصفهان.